# Decreto dell'incendio del Reichstag
Il decreto dell'incendio del Reichstag (in tedesco: Reichstagsbrandverordnung) è il nome attribuito al provvedimento preso dal governo nazista in risposta diretta all'incendio del Reichstag del 27 febbraio 1933.
Il nome originale del decreto è Verordnung des Reichspräsidenten zum Schutz von Volk und Staat (decreto del presidente del Reich per la protezione del Popolo e dello Stato).

## Storia
Occorse solo un giorno al governo per la sua approvazione, il 28 febbraio, dopo di che fu emanato dall'allora anziano presidente Paul von Hindenburg: questi agì sulla base dell'articolo 48, sottosezione 2, della Costituzione di Weimar, che consentiva al Reichspräsident di adottare ogni misura appropriata per rimediare ai pericoli per la sicurezza pubblica. L'atto rappresenta uno dei principali passi compiuti dal governo nazista per stabilire il suo dominio; tali passi vengono normalmente indicati col termine Gleichschaltung.
Il decreto sospese gran parte dei diritti civili garantiti dalla costituzione del 1919 della Repubblica di Weimar.
Il decreto servì ad Adolf Hitler per ottenere l'arresto dei capi comunisti prima delle imminenti elezioni. Quando il neoeletto Reichstag si riunì per la prima volta, il 23 marzo 1933, per votare sul Decreto dei pieni poteri, gran parte dei deputati comunisti era già in prigione e a 107 deputati, tra comunisti e socialdemocratici, fu impedito di partecipare alla votazione.

## Testo e traduzione
Auf Grund des Artikels 48 Abs. 2 der Reichsverfassung wird zur Abwehr kommunistischer staatsgefährdender Gewaltakte folgendes verordnet:
1. Die Artikel 114, 115, 117, 118, 123, 124 und 153 der Verfassung des Deutschen Reichs werden bis auf weiteres außer Kraft gesetzt. Es sind daher Beschränkungen der persönlichen Freiheit, des Rechts der freien Meinungsäußerung, einschließlich der Pressefreiheit, des Vereins- und Versammlungsrechts, Eingriffe in das Brief-, Post-, Telegraphen- und Fernsprechgeheimnis, Anordnungen von Haussuchungen und von Beschlagnahmen sowie Beschränkungen des Eigentums auch außerhalb der sonst hierfür bestimmten gesetzlichen Grenzen zulässig.
2. Werden in einem Lande die zur Wiederherstellung der öffentlichen Sicherheit und Ordnung nötigen Maßnahmen nicht getroffen, so kann die Reichsregierung insoweit die Befugnisse der obersten Landesbehörde vorübergehend wahrnehmen.
3. Die Behörden der Länder und Gemeinden (Gemeindeverbände) haben den auf Grund des § 2 erlassenen Anordnungen der Reichsregierung im Rahmen ihrer Zuständigkeit Folge zu leisten.
4. 1. Wer den von den obersten Landesbehörden oder den ihnen nachgeordneten Behörden zur Durchführung dieser Verordnung erlassenen Anordnungen oder den von der Reichsregierung gemäß § 2 erlassenen Anordnungen zuwiderhandelt oder wer zu solcher Zuwiderhandlung auffordert oder anreizt, wird, soweit nicht die Tat nach anderen Vorschriften mit einer schwereren Strafe bedroht ist, mit Gefängnis nicht unter einem Monat oder mit Geldstrafe von 150 bis zu 15 000 Reichsmark bestraft.
  2. Wer durch Zuwiderhandlung nach Abs. 1 eine gemeine Gefahr für Menschenleben herbeiführt, wird mit Zuchthaus, bei mildernden Umständen mit Gefängnis nicht unter sechs Monaten und, wenn die Zuwiderhandlung den Tod eines Menschen verursacht, mit dem Tode, bei mildernden Umständen mit Zuchthaus nicht unter zwei Jahren bestraft. Daneben kann auf Vermögenseinziehung erkannt werden.
  3. Wer zu einer gemeingefährlichen Zuwiderhandlung (Abs. 2) auffordert oder anreizt, wird mit Zuchthaus, bei mildernden Umständen mit Gefängnis nicht unter drei Monaten bestraft.
5. 1. Mit dem Tode sind die Verbrechen zu bestrafen, die das Strafgesetzbuch in den §§ 81 (Hochverrat), 229 (Giftbeibringung), 307 (Brandstiftung), 311 (Explosion), 312 (Überschwemmung), 315 Abs. 2 (Beschädigung von Eisenbahnanlagen), 324 (gemeingefährliche Vergiftung) mit lebenslangem Zuchthaus bedroht.
  2. Mit dem Tode oder, soweit nicht bisher eine schwerere Strafe angedroht ist, mit lebenslangem Zuchthaus oder mit Zuchthaus bis zu 15 Jahren wird bestraft:
    1. Wer es unternimmt, den Reichspräsidenten oder ein Mitglied oder einen Kommissar der Reichsregierung oder einer Landesregierung zu töten oder wer zu einer solchen Tötung auffordert, sich erbietet, ein solches Erbieten annimmt oder eine solche Tötung mit einem anderen verabredet;
    2. wer in den Fällen des § 115 Abs.2 des Strafgesetzbuchs (schwerer Aufruhr) oder des § 125 Abs. 2 des Strafgesetzbuchs (schwerer Landfriedensbruch) die Tat mit Waffen oder in bewußtem und gewolltem Zusammenwirken mit einem Bewaffneten begeht;
    3. wer eine Freiheitsberaubung (§ 239 des Strafgesetzbuchs) in der Absicht begeht, sich des der Freiheit Beraubten als Geisel im politischen Kampfe zu bedienen.
6. Diese Verordnung tritt mit dem Tage der Verkündung in Kraft.

Berlin, den 28. Februar 1933

Der Reichspräsident von Hindenburg

Der Reichskanzler Adolf Hitler

Der Reichsminister des Innern Frick

Der Reichsminister der Justiz Dr. Gürtner»
Ai sensi dell'articolo 48, comma secondo, della Costituzione ed al fine di porre rimedio agli atti di violenza perpetrati ai danni dello Stato dai comunisti è emanato il seguente decreto:
1. Gli articoli 114, 115, 117, 118, 123, 124 e 153 della costituzione sono sospesi fino ad ulteriore avviso. Anche in deroga alle norme vigenti, è perciò lecito porre limiti ai diritti di libertà personale, di libertà di espressione, compresa la libertà di stampa, di libertà di assembramento, di riservatezza di corrispondenza, posta, telegrammi e telefonate, nonché disporre perquisizioni e confische e porre limiti ai diritti di proprietà.
2. Se un Land omette di porre in essere le misure necessarie al fine di ristabilire l'ordine pubblico e la pubblica sicurezza, il Governo del Reich può temporaneamente avocare a sé i poteri delle autorità statali apicali.
3. È fatto obbligo alle autorità locali e dei Land di rispettare i decreti del Governo del Reich emanati ai sensi del § 2.
4. 1. Chiunque provochi, esorti od inciti la disobbedienza ai decreti emanati dalle autorità dei Land o dalle autorità ad esse soggette in attuazione del presente decreto, ovvero ai decreti emanati dal Governo del Reich ai sensi del § 2, è punito - se il fatto non è più severamente punito ai sensi di altri decreti - con l'arresto per un periodo non inferiore ad un anno, o con un'ammenda da 150 a 15,000 Reichsmark.
  2. Chiunque metta in pericolo l'incolumità della vita umana in violazione del § 1 è punito con la reclusione o, in presenza di circostanze attenuanti, con l'arresto per un periodo non inferiore a sei mesi; se dal fatto deriva la morte di una persona, è punito con la morte o, in presenza di circostanze attenuanti, con la reclusione per un periodo non inferiore a due anni. La sentenza può inoltre disporre la confisca dei beni.
  3. Chiunque provochi od inciti atti volti a cagionare un pubblico danno è punito con la reclusione o, in presenza di circostanze attenuanti, con l'arresto per un periodo non inferiore a tre mesi.
5. 1. La pena dell'ergastolo prevista dal codice penale agli articoli 81 (alto tradimento), 229 (avvelenamento), 306 (incendio doloso), 311 (esplosione), 312 (allagamento), 315, secondo comma (danneggiamento ferroviario) e 324 (pericolo all'incolumità pubblica a mezzo di veleni) è sostituita con la pena di morte.
  2. I seguenti reati, qualora non puniti più severamente ai sensi di altre norme, sono puniti con la morte, o con l'ergastolo, o con la reclusione fino a quindici anni:
    1. Attentato alla vita del Presidente del Reich, o di membro o di un commissario del Governo del Reich o del governo di un Land, nonché istigazione di tale attentato, accettazione di compierlo, o cospirazione al fine di compierlo.
    2. I reati di cui all'articolo 115, secondo comma, del Codice Penale (radunata sediziosa aggravata) ed all'articolo 125, secondo comma, del Codice Penale (disturbo aggravato dell'ordine pubblico), qualora siano commessi con l'ausilio delle armi, ovvero in concorso, doloso o perlomeno cosciente, con una persona armata.
    3. Sequestro di persona (§ 239 del Codice Penale), con l'intento di far uso della persona sequestrata quale ostaggio politico.
6. Il presente decreto entra in vigore il giorno della promulgazione.

Berlino, 28 febbraio 1933

Il Presidente del Reich, VON HINDENBURG

Il Cancelliere del Reich, ADOLF HITLER

Il Ministro degli Affari Interni del Reich, FRICK

Il Ministro della Giustizia del Reich, dott. GÜRTNER»